# Парламентские выборы в Белизе (1998)
Парламентские выборы в Белизе проходили 27 августа 1998 года. В результате победу одержала Народная объединённая партия получившая 26 из 29 мест парламента, а Саид Муса стал премьер-министром. Явка составила 90,1 %.

## Предвыборная обстановка
Правящая Объединённая демократическая партия воспринималась избирателями как некомпетентная, неспособная управлять страной и пронизанная коррупцией. Преступность и безработица выросли, в то время как ряд правительственных проектов был повсеместно заморожен. После победы на общенациональных муниципальных выборах в 1994 году партия потеряла два других муниципальных голоса в 1996 и 1997 годах. Народная объединённая партия использовала недовольство народа, чтобы представить манифест далеко идущих предложений, которые, как она утверждала, «освободят Белиз».
Премьер-министр Мануэль Эскивель рекомендовал генерал-губернатору сэру Колвиллу Янгу распустить Палату представителей 13 июля 1998 года. Палата представителей была распущена 15 июля 1998 года и день выборов назначен на 27 августа. В выборах участвовало пять политических партий, которые выдвинули 79 кандидатов, и три независимых кандидата.
Одной из спорных ситуаций непосредственно перед выборами было поспешное назначение генеральным прокурором Дином Барроу на должность председателя Верховного суда 19 августа Мануэля Соса вместо больного Джорджа Сингха всего за несколько дней до выборов. Тогдашний лидер оппозиции Саид Муса возражал против этого поспешного назначения и после того, как его партия пришла к власти, он смог отменить решение на том основании, что с ним не проконсультировались относительно назначения должным образом, как того требовала Конституция.
Национальный альянс за права Белиза, который вступал в коалицию с Объединённой демократической партией на предыдущих выборах, решил действовать самостоятельно, несмотря на то, что его единственный член в парламенте, Филип Голдсон, ушёл в отставку. В результате партия не смогла выиграть ни одного места и практически не была заметна на выборах.

## Результаты
| Партия                                             | Голоса | %     | Места | +/-   |
| -------------------------------------------------- | ------ | ----- | ----- | ----- |
| Народная объединённая партия                       | 50 330 | 59,67 | 26    | +13   |
| Объединённая демократическая партия                | 33 237 | 39,41 | 3     | -12   |
| Народная демократическая партия                    | 225    | 0,27  | 0     | новая |
| Национальный альянс за права Белиза                | 174    | 0,21  | 0     | -1    |
| Национальная креацинистская партия истинной правды | 7      | 0,0   | 0     | новая |
| Независимые                                        | 372    | 0,44  | 0     | 0     |
| Недействительных/пустых бюллетеней                 | 531    | -     | -     | -     |
| Всего                                              | 84 876 | 100   | 29    | 0     |
| Зарегистрированных избирателей/ Явка               | 94 203 | 90,1  | -     | -     |
| Источник: Nohlen                                   |        |       |       |       |